# Nádraží Braník (terminál MHD)

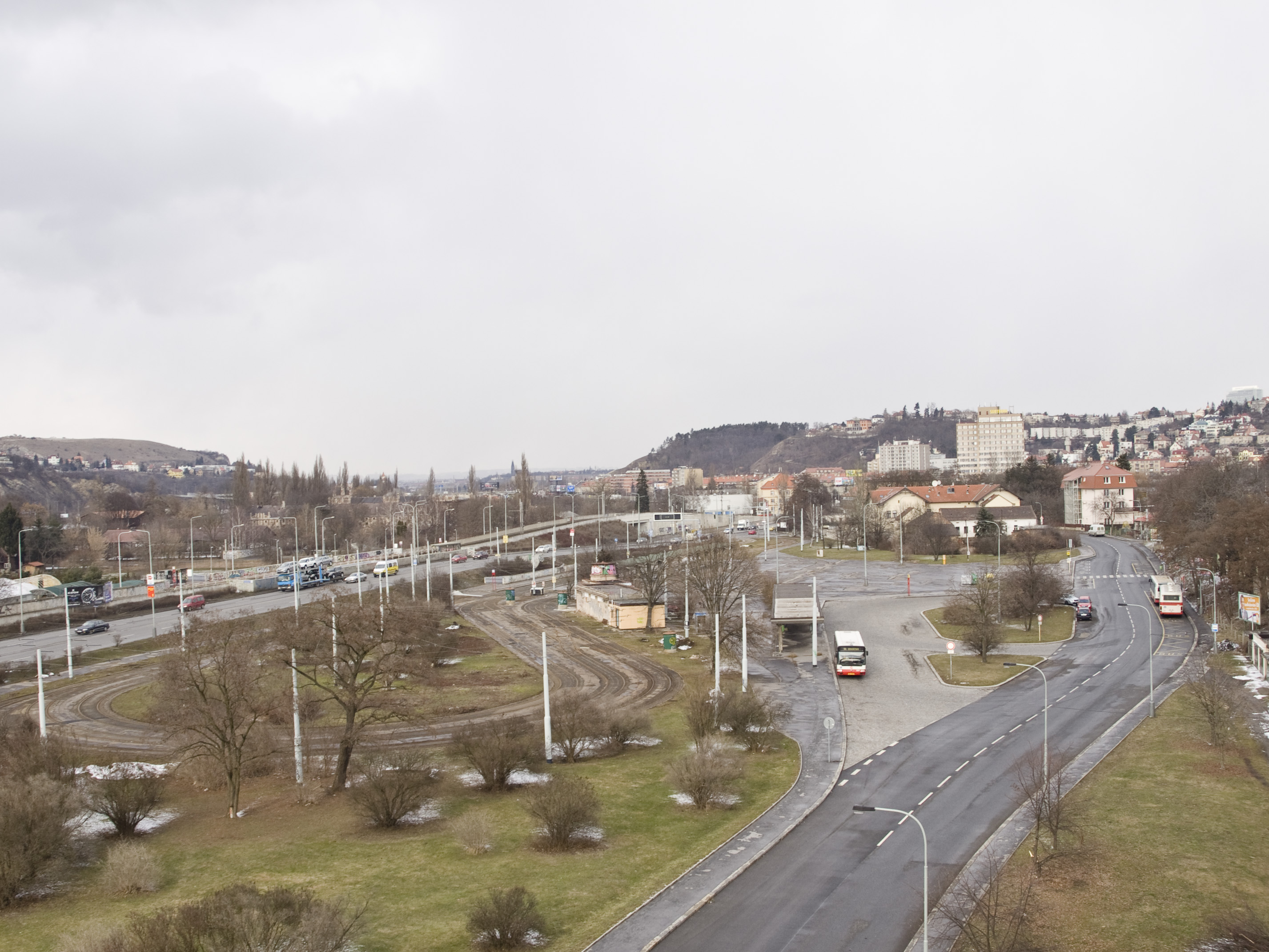
Celkový pohled na terminál; napravo část autobusová, nalevo tramvajová smyčka

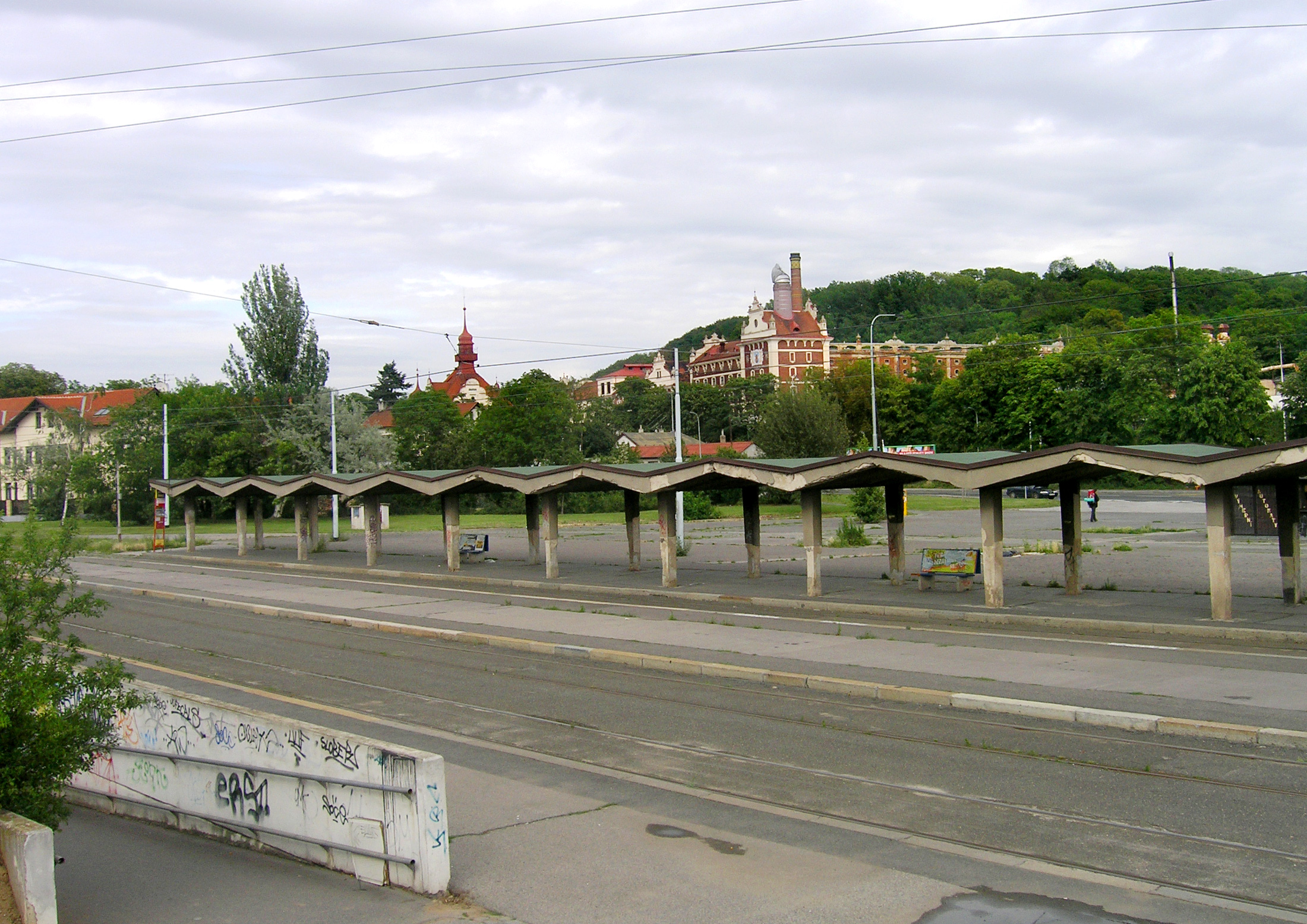
Pohled na zastávku Nádraží Braník, v pozadí obrázku Pivovar Braník

Nádraží Braník je tramvajový a autobusový přestupní terminál městské hromadné dopravy u železničního nádraží v pražské čtvrti Braník, byl zprovozněn 2. července 1959. Terminál byl koncipován tak, aby pokryl současný odjezd většího množství cestujících z nádraží Praha-Braník, zejména o víkendech, kdy tudy cestovalo velké množství Pražanů za rekreací, a byl prvním takto moderně pojatým kapacitním přestupním terminálem městské dopravy v Praze. Autobusová i tramvajová nástupiště byla zastřešena betonovými konstrukcemi, z nichž část byla kolem přelomu století pro špatný stav zbourána. Budova sociálního zařízení pro řidiče je doplněna dispečerským stanovištěm v proskleném velínu ve vyvýšené věži. Není již však využívána.

## Historie tramvajového provozu

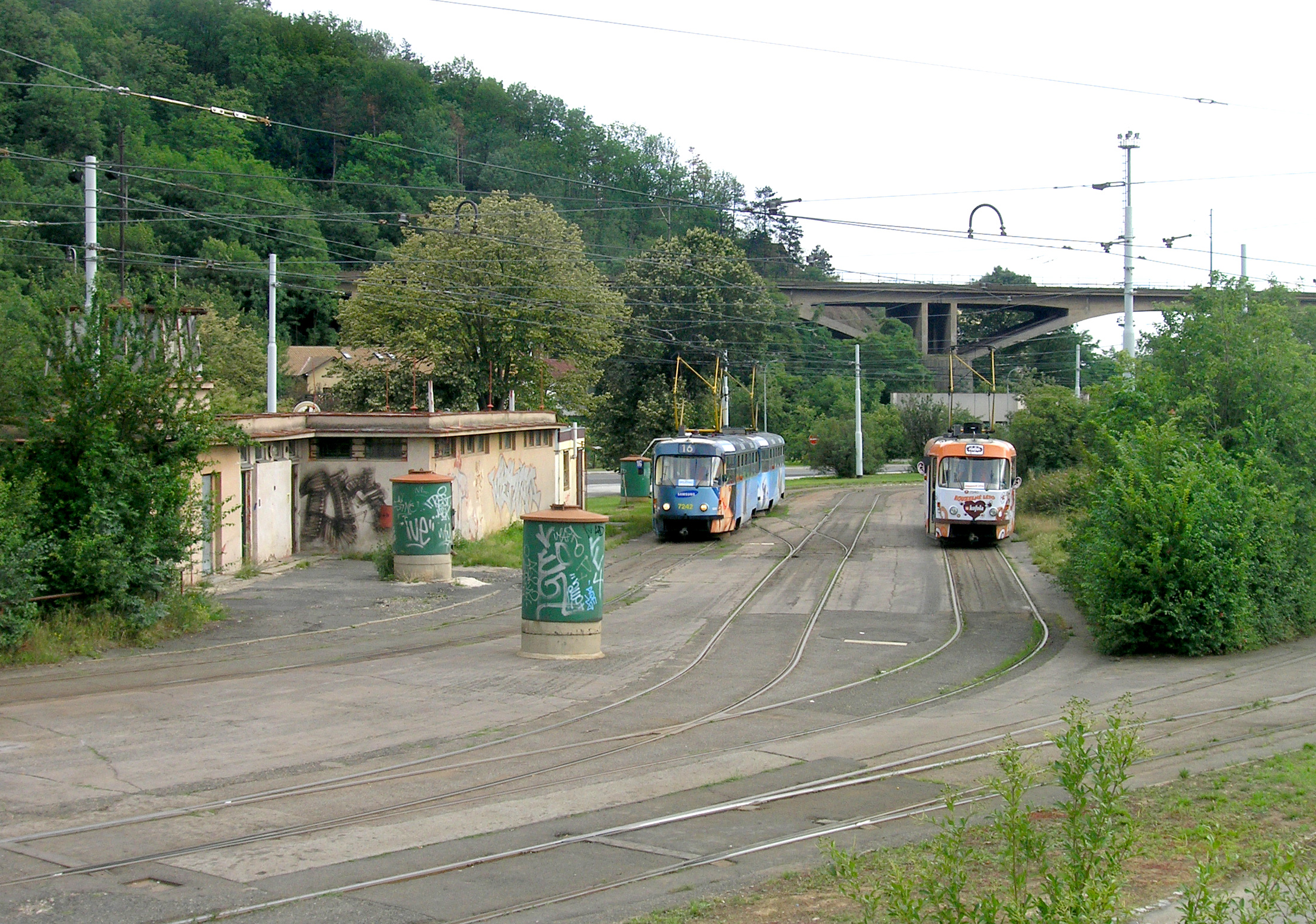
Soupravy tramvají vyčkávají ve smyčce na svůj odjezd, v pozadí obrázku Branický most

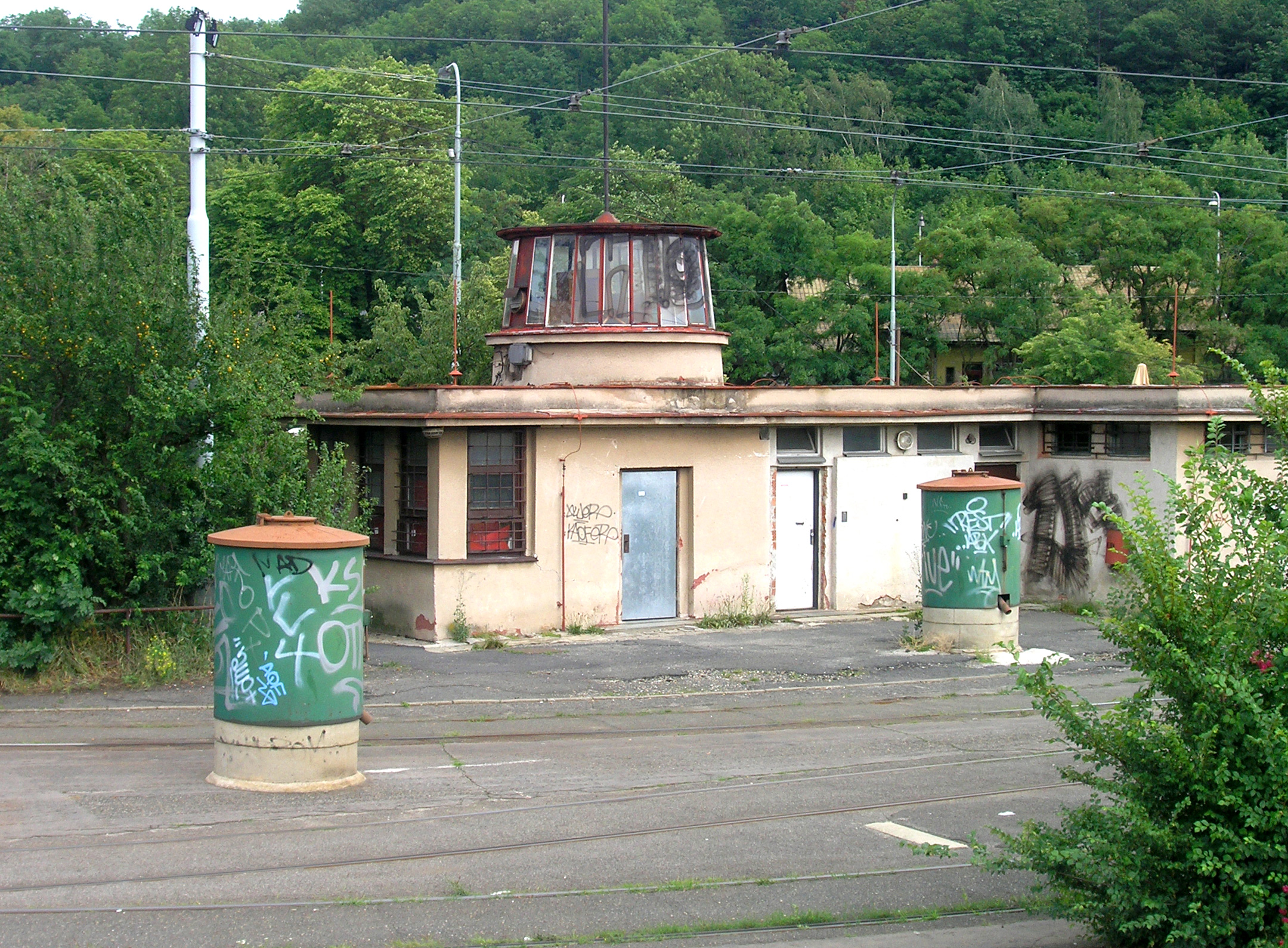
Služební sociální zařízení pro řidiče a věž dispečerského stanoviště.

Tramvajová trať končila od 15. srpna 1924 ve stanici Braník, od 6. ledna 1933 ve stanici Ledárny Braník a od 2. července 1959 byla trať odkloněna do nové, moderní smyčky u nádraží Braník. Od 8. listopadu 1986 byla tramvajová trať v rámci výstavby Barrandovského mostu přeložena na samostatné drážní těleso. Dne 27. května 1995 byla zprovozněna tramvajová trať do Modřan.
V současnosti (2020) nácestnou zastávkou Nádraží Braník v pravidelném provozu projíždějí čtyři tramvajové linky (3, 17, 21 a noční 92) po modřanské trati, ve smyčce končí linka 2 a mimo špičku pracovního dne a o víkendech linka 3.
Budova je využívána jako střídací bod pro linku 17, kde řidiči v průběhu směny čerpají bezpečnostní přestávku a ve dvousměnném provozu je obsazena výpravčím. Po dobu pandemie covidu-19 není k těmto účelům využívána, z důvodu omezení kontaktu mezi řidiči.
Tramvajová smyčka měla původně dvě výstupní koleje, tři manipulační a dvě nástupní. 14. srpna 1989 byla zrušena vnější výstupní kolej. Po roce 2000 bylo odstraněno zastřešení vnitřní nástupní zastávky. Celá smyčka má deponovací kapacitu 84 vozů typu T.
Na podzim roku 2020 byla smyčka využívána pro odstavení 20 vlaků vozovny Pankrác, která byla uzavřena z důvodu rekonstrukce trati Pražského povstání – Na Veselí – Vozovna Pankrác. Byla zde zřízena i dočasná výpravna vozovny Pankrác.

## Historie autobusových linek

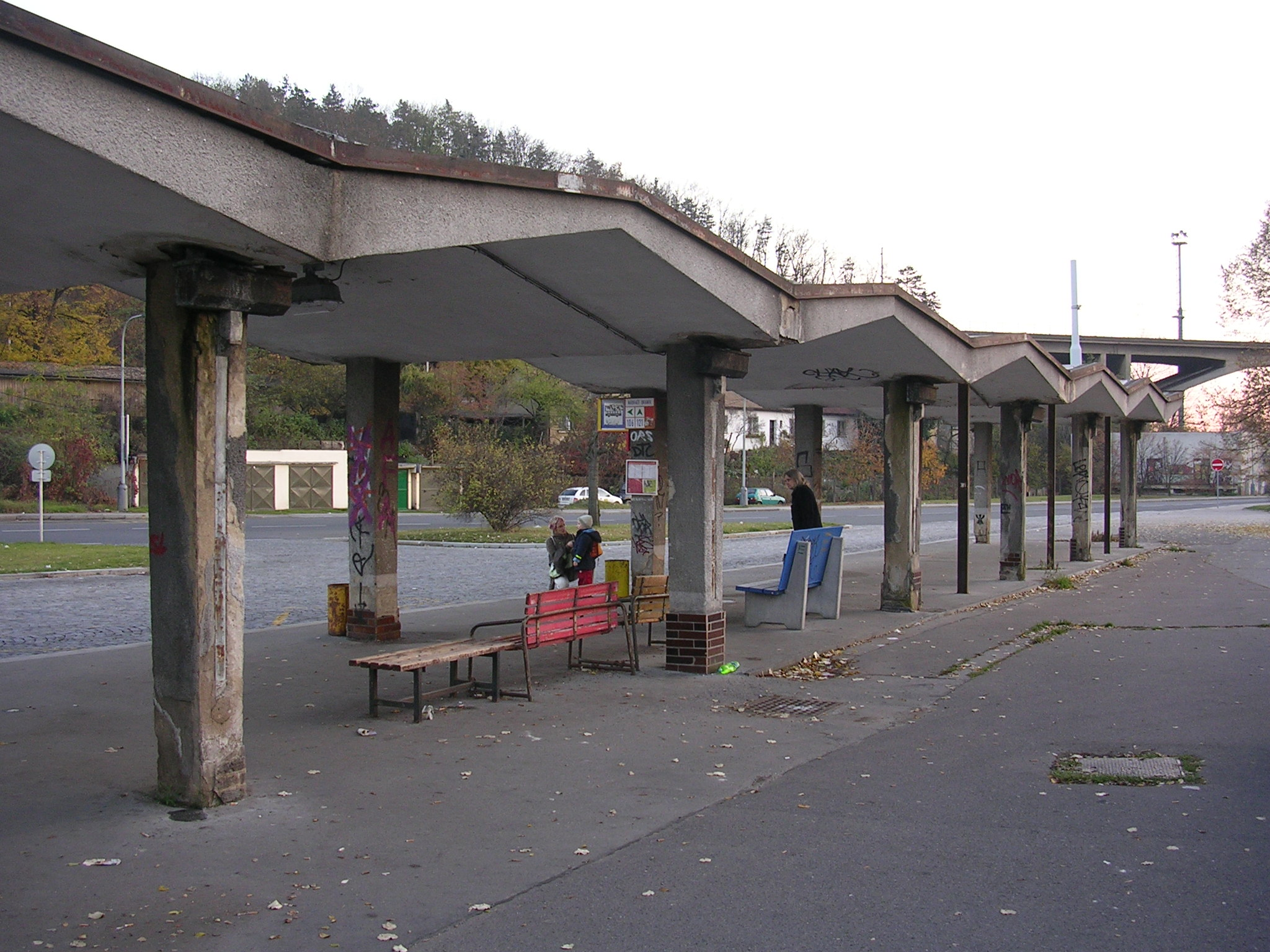
U dříve velmi vytížené autobusové nástupní hrany zůstala již jen jediná zastávka se dvěma nepříliš frekventovanými linkami

Autobusové linky do oblasti Hodkoviček a Modřan původně navazovaly na tramvaj u konečné Ledárny (1933–1959), ještě předtím u dřívější konečné Braník. V letech 1928–1930 si Elektrické podniky hl. m. Prahy stěžovaly na podnikatele Vladimíra Nedomu, který bez povolení provozoval levnou soukromou autobusovou dopravu do Modřan, v roce 1928 z centra Prahy a v roce 1930 od konečné Braník. 1. června 1936 zavedly Elektrické podniky autobusovou linku X Ledárny – Modřany, 8. listopadu 1936 linku L Lhotka – Ledárny (od 18. října 1929 do 13. února 1933 jezdila linka L od konečné Braník do Hodkoviček), obě tyto linky jezdily do června 1945 a v pozměněné podobě i později. K 31. prosinci 1951, kdy byly pražské autobusové linky přečíslovány do souvislé řady 101–121, byly linky X a L přečíslovány na 117 a 121 podle tramvajových linek 17 a 21, které u Ledáren končily. V 70. a 80. letech přibylo několik dalších autobusových linek do oblasti Modřan (150, 170, 173) a Lhotky (106, 144). Terminál sloužil i příměstské dopravě ČSAD ve směru na Dolní Břežany, například ještě v roce 1991/1992 u něj stavěla linka 10900 do Jílového u Prahy, 10950 do Vraného nad Vltavou a 11150 do Zvole a Oleška (dnes nahrazené linkami PID 341 a 342 z Modřan).
V současné době (2017) zejména linky 106 a 121, sloužící k místní obsluze Hodkoviček a branické Jiráskovy čtvrti (do srpna 2009 též linka 182 směrem k severní části Modřan), linky pokračují dále východním směrem na Lhotku nebo k sídlišti Novodvorská. Opačným směrem jede od nádraží linka 190 na Smíchov (ve směru na Modřany linka 190 do terminálu u nádraží již mnoho let nezajíždí).

## Zastřešení
Již od vzniku terminálu (cca 1960) byla obě tramvajová nástupiště a autobusové nástupiště v otočce vybaveny v celé délce betonovým zastřešením. Část z nich (na levé nástupní zastávce tramvají) byla kvůli špatnému stavu odstraněna v roce 2004. V lednu 2025 byl při pravidelné prohlídce zjištěn havarijní stav obou zbývajících konstrukcí. Na základě doporučení statika byl od 20. ledna 2025 zakázán vstup pod přístřešky a bylo rozhodnuto o jejich demolici.
Jan Nevyhoštěný na webu Zdopravy.cz konstrukce řadil k bruselskému stylu, iDnes.cz ke kubismu. Zastávky navrhl inženýr Jan Vyhnánek, na technických výkresech je ale podepsán někdo jiný.

## Parkoviště P+R
Rozlehlá chodníková plocha vedle autobusové a tramvajové otočky směrem k nádraží byla občasně využívána jako skládka stavebního materiálu pro tramvajové tratě. Na části této plochy byla odedávna vyznačena i stanoviště taxislužby.
17. prosince 2019 bylo na této ploše otevřeno bezplatné nehlídané parkoviště P+R s kapacitou 115 automobilů.